# Yehuda Katzav
Yehuda Katzav (21 novembre 1957) è un ex calciatore israeliano, di ruolo centrocampista.

## Palmarès

### Club

#### Competizioni nazionali
- Campionato israeliano: 1

Maccabi Haifa: 1978-1979